# Saab 91 Safir
Saab 91 Safir je švedski zrakoplov kojeg je razvila tvrtka Saab. Avion se proizvodio u Saabovoj tvornici u Linköpingu (203 zrakoplova) a izvan zemlje u nizozemskoj tvornici De Schelde u gradu Dordrechtu (120 zrakoplova).

## Dizajn i razvoj
Safir 91 Safir je u potpunosti metalni avion kojeg je dizajnirao Anders J. Andersson koji je prije Saaba radio u njemačkoj tvrtki Bücker za koju je dizajnirao potpuno drveni Bücker Bü 181. Zbog toga Saab 91 Safir s Bü 181 dijeli mnoge konceptualne značajke dizajna.

## Inačice
| SAAB 91 Safir | SAAB 91 Safir | SAAB 91 Safir               | SAAB 91 Safir | SAAB 91 Safir |
| Inačica       | Model         | Motor                       | Br. cilindara | Snaga         |
| ------------- | ------------- | --------------------------- | ------------- | ------------- |
| Safir 91A     | Trosjed       | De Havilland Gipsy Major 2c | 4             | 125           |
| Safir 91A     | Trosjed       | De Havilland Gipsy Major 10 | 4             | 145 KS        |
| Safir 91B     | Trosjed       | Lycoming O-435A             | 6             | 190 KS        |
| Safir 91B-2   | Trosjed       | Lycoming O-435A             | 6             | 190 KS        |
| Safir 91C     | Četvrosjed    | Lycoming O-435A             | 6             | 190 KS        |
| Safir 91D     | Četverosjed   | Lycoming O-360-A1A          | 4             | 180 KS        |

17 komada modela 91A kupile su etiopske zračne snage za obuku svojih pilota dok je 10 primjeraka nabavila francuska transportna tvrtka Air France za prijevoz manjih pošiljki. Od modela 91B, isporučeno je ukupno 76 aviona koji u Švedskoj nose oznaku Sk 50B. Model Saab 91B-2 Safir ima manje izmjene od svojeg prethodnika (91B) te je bio u uporabi norveških zračnih snaga. Pretposljednji model 91C je u 14 primjeraka isporučen Air Franceu a u Švedskoj je nosio oznaku Sk 50C.
Saab 91 Safir je kasnije služio kao platforma za testiranje novih swept krila pri niskim brzinama za potrebe novog vojnog mlažnjaka Saab 29 Tunnan.

## Operativna povijest
Korisnici Safira su uglavnom bile skandinavske zemlje ali i Austrija te Etiopija. Safir je u tuniškim zračnim snagama bio prvi avion koji je tamošnje ratno zrakoplovstvo počelo koristiti od osamostaljenja od Francuske. U Japanu se Saab Safir koristio kao testna platforma za STOL.
Osim u vojne svrhe, Safir je imao i civilne korisnike, a neki od poznatijih bili su francuski Air France, njemačka Lufthansa, paragvajski Aeroclub i dr.

## Korisnici

### Vojni korisnici
- Švedska: Švedske zračne snage (primarni korisnik).
- Austrija: Austrijske zračne snage.
- Etiopija: Etiopske zračne snage.
- Finska: Finske zračne snage i Finska pogranična garda (primarni korisnici).
- Japan: Tehnički institut za istraživanje i razvoj gdje je Saab 91 Safir za potrebe vojnih istraživanja modificiran u Saab X1G.
- Norveška: Kraljevske norveške zračne snage.
- Tunis: Tuniške zračne snage.

### Civilni korisnici
- Australija
- Francuska: Air France.
- Njemačka: Lufthansa.
- Paragvaj: paragvajski Aeroclub.

## Tehničke karakteristike (Saab 91A Safir)
Izvori podataka: en.Wiki
Osnovne karakteristike
- posada: 1
- kapacitet: 2 putnika
- dužina: 7,80 m
- raspon krila: 10,60 m
- površina krila: 13,6 m²
- visina: 2,20 m

Letne karakteristike
- najveća brzina: 264 km/h (164 mph)
- ekonomska brzina: 235 km/h (146 mph)
- dolet: 942 km (585 milja)
- brzina penjanja: 5,3 m/sek. (1.050 stopa/sek.)
- najveća visina leta: 4.600 m (15,100 stopa)
- motor: 1× de Havilland Gipsy Major X zračno hlađeni, četvero cilindarski motor

## Vanjske poveznice
- SAAB 91 D Safir - HB-DBL  Arhivirana inačica izvorne stranice od 31. kolovoza 2005. (Wayback Machine)